# Burlington (Kolorado)
Burlington – miasto w Stanach Zjednoczonych, w stanie Kolorado, siedziba administracyjna hrabstwa Kit Carson.